# Chatham (New Jersey)
Chatham is een plaats (borough) in de Amerikaanse staat New Jersey, en valt bestuurlijk gezien onder Morris County.

## Demografie
Bij de volkstelling in 2000 werd het aantal inwoners vastgesteld op 8460.
In 2006 is het aantal inwoners door het United States Census Bureau geschat op 8390, een daling van 70 (-0,8%).

## Geografie
Volgens het United States Census Bureau beslaat de plaats een oppervlakte van
6,2 km², geheel bestaande uit land. Chatham ligt op ongeveer 66 m boven zeeniveau.

## Plaatsen in de nabije omgeving
De onderstaande figuur toont nabijgelegen plaatsen in een straal van 8 km rond Chatham.

## Geboren
- Deborah Rush (10 april 1954), actrice